# Colletes askhabadensis
Colletes askhabadensis là một loài Hymenoptera trong họ Colletidae. Loài này được Radoszkowski mô tả khoa học năm 1886.